# Corp cetonic
Denumirea de corpi cetonici face referire la cei trei compuși hidrosolubili (acetoacetatul, beta-hidroxibutiratul și acetona) ce conțin o grupă carbonil de tip cetonă, și care sunt obținuți în urma procesului de cetogeneză a acizilor grași. Acest proces ce are loc exclusiv la nivel hepatic în caz de inaniție, exerciții fizice intense, alcoolism sau în cazul diabetului zaharat de tip 1 netratat. Corpii cetonici sunt preluați din țestul hepatic și sunt convertiți la acetil-CoA, iar această moleculă intră în ciclul Krebs, fiind oxidată la nivel mitocondrial pentru obținerea de energie.